# Torysa
Torysa és un poble i municipi d'Eslovàquia. Es troba a la regió de Prešov, al nord del país.

## Història
La primera referència escrita de la vila data del 1265.

## Demografia
| Godina             | 1994 | 2004    | 2014   | 2024   |
| ------------------ | ---- | ------- | ------ | ------ |
| Nombre de persones | 1319 | 1470    | 1522   | 1653   |
| Diferència         |      | +11,44% | +3,53% | +8,60% |

| Godina             | 2023 | 2024   |
| ------------------ | ---- | ------ |
| Nombre de persones | 1639 | 1653   |
| Diferència         |      | +0,85% |